# Pycreus grammicus
Pycreus grammicus là loài thực vật có hoa trong họ Cói. Loài này được (Kunze ex Kunth) C.B.Clarke miêu tả khoa học đầu tiên năm 1902.